# 埃默林根
埃默林根是德国巴登-符腾堡州的一个市镇。总面积7.53平方公里，总人口131人，其中男性64人，女性67人（2011年12月31日），人口密度17人/平方公里。